# Infraroodpaneel
Een infraroodpaneel of IR-paneel is een paneel dat aan het plafond of muur bevestigd kan worden en door het uitstralen van (ver) infrarood straling dient als een warmtebron. Een infraroodpaneel verwarmt in principe niet de lucht (convectie) maar verwarmt door straling. Hierdoor kan vaak met een veel kleiner vermogen vergelijkbaar comfort geleverd worden. Het gevoel dat een dergelijke warmtebron op de huid geeft, is te vergelijken met het gevoel van in de zon zitten. Een infraroodpaneel gebruikt doorgaans stroom.
Moderne (keramische) infraroodpanelen worden bedreven op een veel lagere temperatuur (90°- 200°) in plaats van de 'ouderwetse' straalkachel waarbij een roodgloeiende gloeispiraal 800° of warmer wordt. Beide hebben, net als bijvoorbeeld oliegevulde elektrische kachels een rendement van 100 % over de verbruikte stroom alleen werkt de warmte van een infraroodpaneel efficiënter. De huid en kleding worden namelijk direct verwarmd. Ook ontstaat er indirecte stralingswarmte door dat nabije muren en meubels een iets hogere temperatuur krijgen. Het tegenovergestelde van infrarood verwarming is convectie. Hierbij wordt (vooral) de lucht verwarmd. Een infraroodpaneel is van een traditioneel warmtepaneel te onderscheiden doordat hij een hogere warmte uitstraling heeft bij een lager vermogen en temperatuur. Maar ook doordat er minder luchtstroming ontstaat langs het warme paneel (en in de te verwarmen ruimte). Infraroodpanelen hebben naast minder luchtstroming en het lagere elektriciteitsverbruik ook als voordeel minder wisselingen in de relatieve luchtvochtigheid (doordat de ruimtetemperatuur minder hoeft te stijgen). Volgens Milieu Centraal volstaat bij infraroodverwarming een ruimtetemperatuur die 3 graden lager is dan bij convectieverwarming . Daarnaast is infraroodverwarming ook geschikt als bijverwarming bij lage temperatuur verwarming (vloerverwarming, warmtepompen of een cv-ketel gecombineerd met lage temperatuur radiatoren). Daardoor kunnen infraroodpanelen dus indirect bijdragen aan een hoger rendement van een warmtepomp en, een goed afgestelde, hr-ketel.
Als er alleen lokaal warmte nodig is hoeft de verwarming in de rest van het huis of kantoor niet aan. Sommige panelen kunnen goed onder een bureau gemonteerd worden. Infraroodpanelen zijn ook in te zetten als er gedurende korte tijd warmte nodig is. Bij de meeste conventionele verwarming (CV, vloerverwarming) moet de hele ruimte opgewarmd worden - iets wat lang kan duren.
Een gedeelte van de afgegeven warmte komt dan ook direct op het lichaam waardoor de gevoelstemperatuur hoger is. Infraroodpanelen kunnen energetisch efficiënt worden ingezet. Denk aan een overschot aan elektriciteit (bijvoorbeeld bij een groot aanbod aan windenergie of voor bezitters van zonnepanelen voor het gezamenlijk economisch benutten van een overschot aan geproduceerde kWh's) maar vooral om de elektriciteit efficiënt te benutten.
Leveranciers van Far iNfrared (FiR) claimen een gezondheidseffect als gevolg van onder andere een betere doorbloeding van de huid en spieren. In Japan zijn er diverse klinieken al 20 jaar en meer met FiR panelen ingericht hiervoor.
Doordat bij deze warmtebron de lucht en de ruimte zelf niet worden verwarmd, wordt de warmte alleen ervaren als de huid direct binnen bereik van de straling van het warmtepaneel zit. Net als bij het in de zon liggen of zitten, is er sprake van het schaduweffect: lichaamsdelen die in de schaduw zitten worden niet opgewarmd. Dit effect wordt zoveel mogelijk verkleind door grote afmetingen van de warmtepanelen te kiezen of meerdere kleine panelen te plaatsen.